# Lycaon pictus somalicus
Il licaone somalo (Lycaon pictus somalicus) è una sottospecie di licaone indigeno del Corno d'Africa. È simile al licaone dell'Africa Orientale, ma più piccolo, con pelo più corto e ispido, e una dentizione più debole. Il suo colore si avvicina a quello del licaone del capo, mentre le parti gialle sono più brune invece che arancioni come nel caso del licaone dell'Africa Orientale.
Sebbene sia legalmente protetto in Etiopia, è assente nelle zone protette, sopravvivendo solo nelle regioni meridionali dello stato. Potrebbe esistere ancora nella Somalia settentrionale, ma la guerra civile ha diminuito le sue possibilità di sopravvivenza. È probabilmente estinto in Eritrea.
Secondo Enno Littmann, il popolo della Regione dei Tigrè in Etiopia credevano che ferire un licaone con una lancia avrebbe risultato nell'animale bagnandosi la coda nel sangue per poi lanciarlo all'aggressore, causando morte immediata. Perciò, i pastori preferivano allontanare i licaone tramite le pietre che alle armi bianche.